# 西班牙王冠
西班牙王冠（西班牙語：corona real de España）通常指的是西班牙王室加冕儀式中使用的王冠，全稱西班牙王室冢冠（西班牙語：corona tumular de los reyes de España）。它同時也可能指西班牙及其殖民地國家徽章上的皇冠，該皇冠並不實際存在。
王冠上一次使用是在西班牙議會舉行的國王費利佩六世繼位、胡安·卡洛斯一世退位儀式上。自2014年7月以後，西班牙王室的皇冠和權杖在馬德里王宮的皇冠室中永久公開展出。

## 圖集

紋章中的西班牙王冠
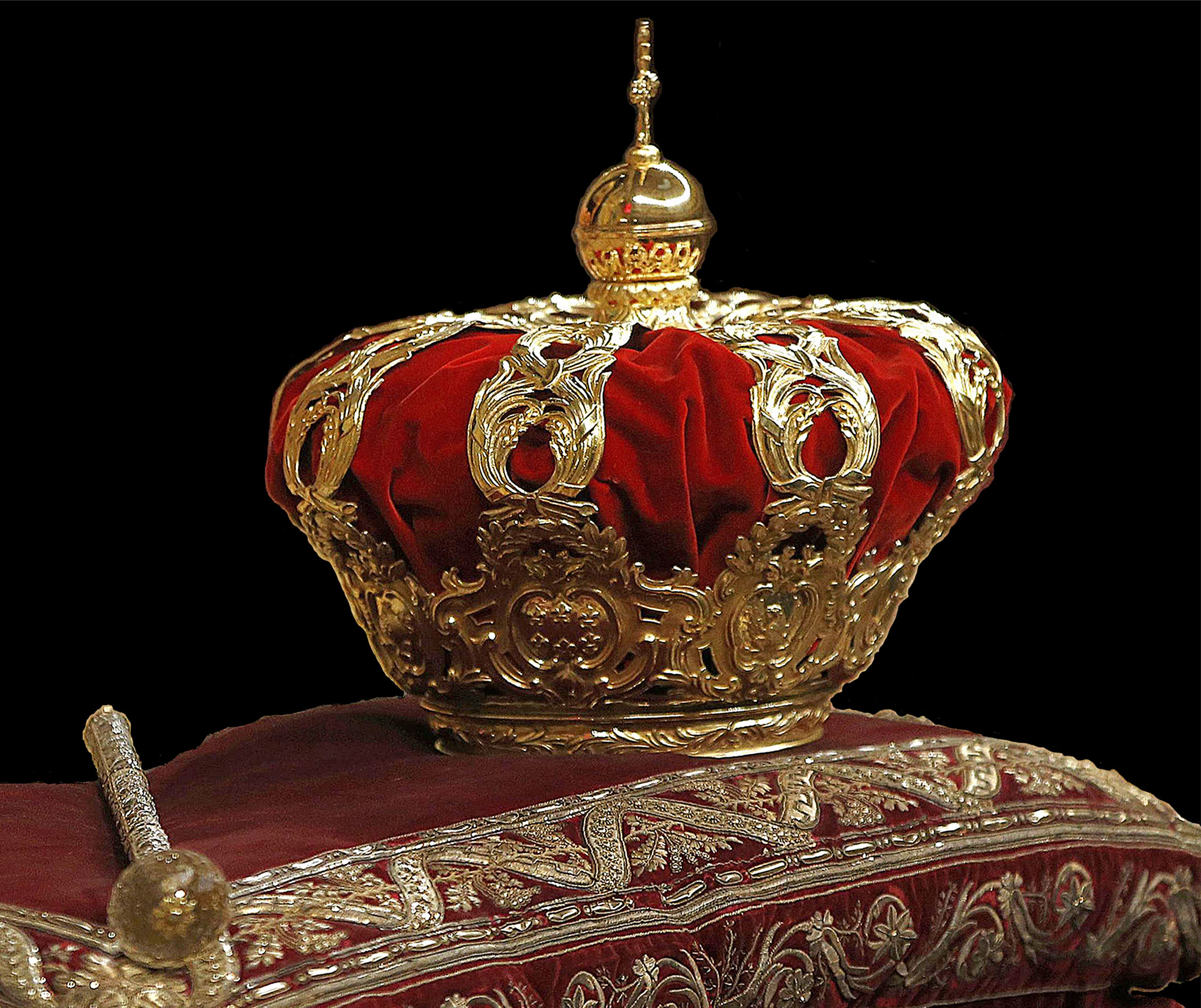
展出中的西班牙王冠
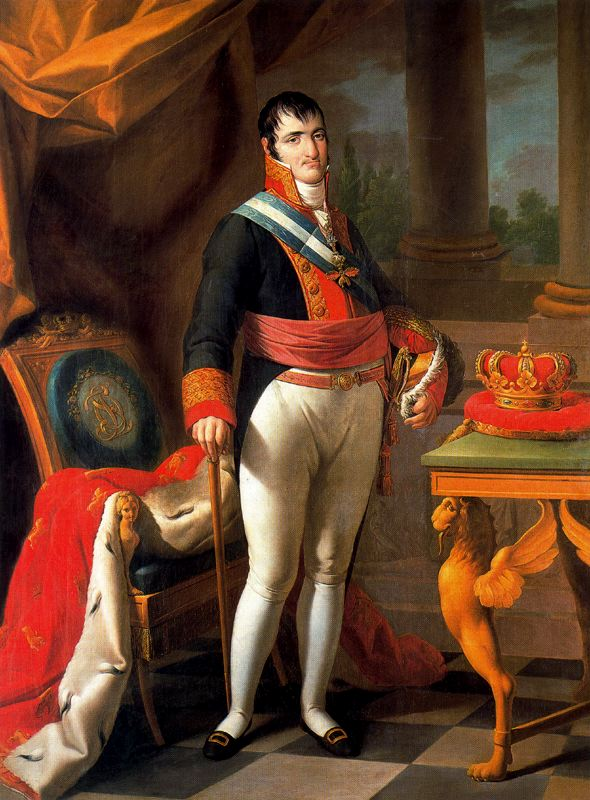
佩戴王冠的费尔南多七世
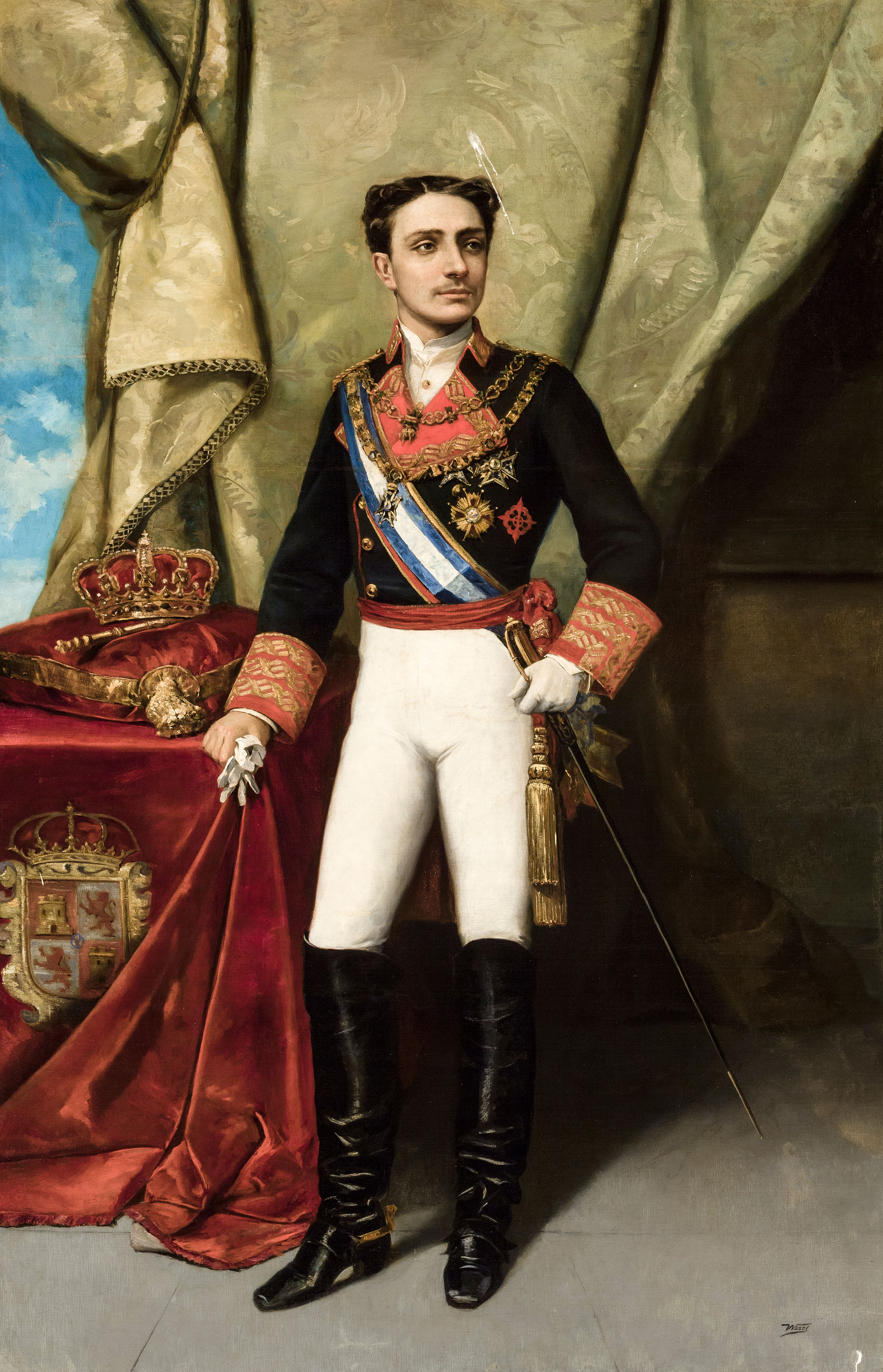
佩戴王冠的阿方索十二世
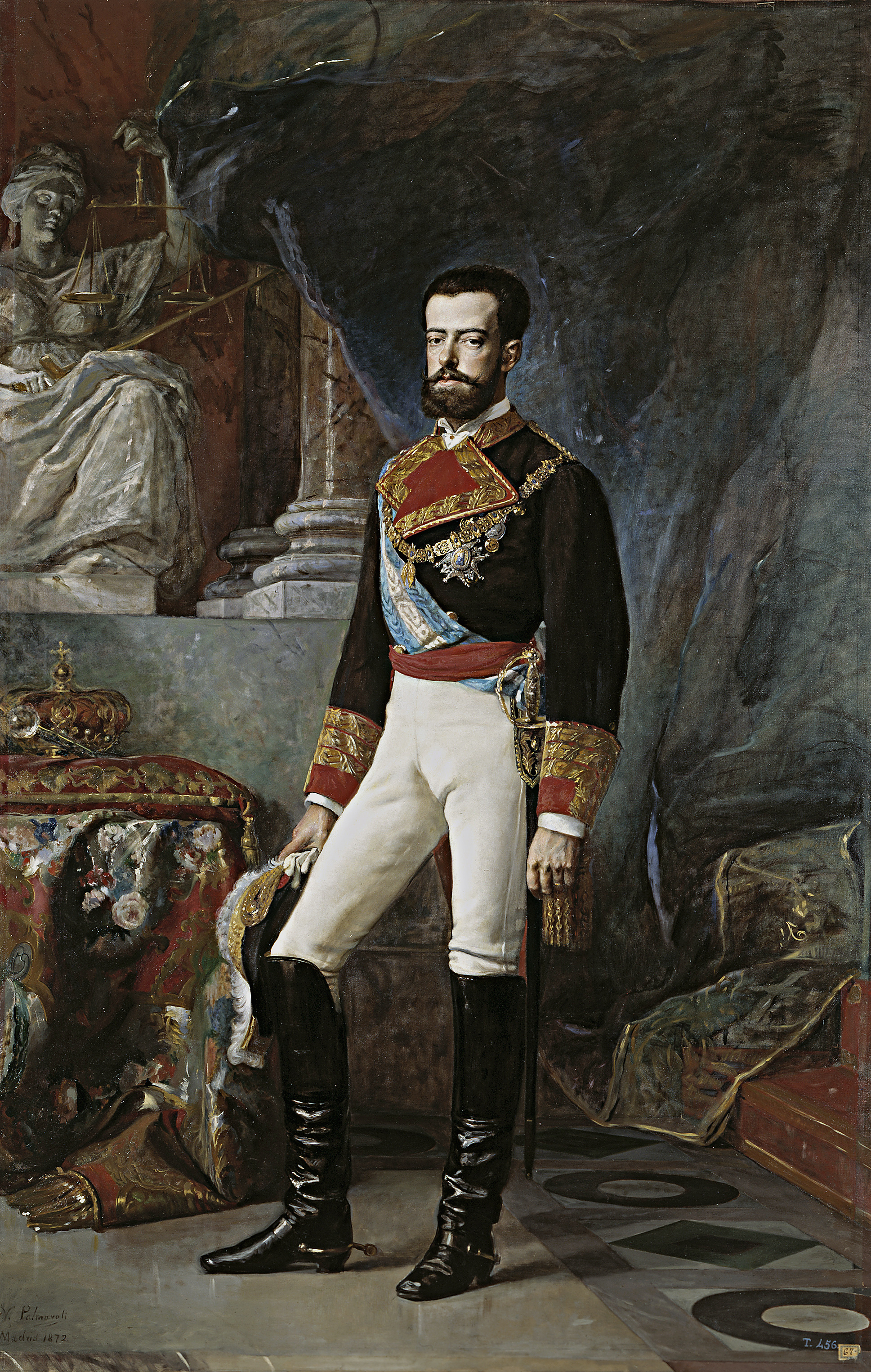
佩戴王冠的阿瑪迪奧一世